# Marie-Eléonore de Bellefond
Marie-Eléonore Gigault de Bellefond (1659-1717), fue una religiosa francesa, también llamada Madame de Bellefond (o Bellefont).
Ingresó en el monasterio de Notre Dame des Anges, conocido como Bellefond, cerca de Ruan, Francia, fue nombrada abadesa de Montmartre en 1699.
Murió el 28 de agosto de 1717, a la edad de 58 años.  Fue reemplazada en su cargo por la famosa abadesa Marguerite de Rochechouart.

## Legado
La calle parisina, calle de Bellefond, lleva su nombre en el IX Distrito de París en su memoria.